# Список умерших в 685 году

## Январь
- Нафи ибн аль-Азрак — вождь крайней хариджитской секты азракитов из окрестностей города Ахваз (совр. Иран), которая объявила все другие течения ислама «неверующими» (кафир) и действовала в 80-е годы VII века.

## Февраль
- 6 февраля — Хлотхер — король Кента (673—685).

## Март
- 8 марта — Катальд — католический святой ирландского происхождения, епископ Трима, покровитель Таранто.

## Май
- 7 мая — Марван I ибн аль-Хакам (62) — четвёртый омейядский халиф, основатель марванидской поддинастии Омейядов.
- 8 мая — Бенедикт II — Папа Римский (684—685).
- 20 мая — Эгфрит — король Нортумбрии (670—685).

## Июль
- 10 июля — Константин IV — византийский император (668—685).

## Дата смерти неизвестна или требует уточнения
- Анания Ширакаци, армянский географ, философ, математик, картограф, историк, астроном и алхимик, основоположник древнеармянского естествознания.
- Беорнхет, правитель северных областей Нортумбрии.
- Давид Харкаци — армянский философ и богослов.
- Момелен — святой Римско-Католической церкви, епископ Нуайона (660—685), аббат.
- Оппа, епископ Туя.
- Этельвальк, король Суссекса (ок. 660—ок. 685).